# Погребинский, Соломон Бениаминович
Соломон Беньяминович (Семён Вениаминович) Погребинский (19 марта 1924, Киев — 26 сентября 2017, Хайфа) — советский, украинский инженер-кибернетик, разработчик отечественных ЭВМ; доктор технических наук, профессор, лауреат Государственных премий СССР (1968) и УССР, премии им. С. А. Лебедева, кавалер медалей «За отвагу», других правительственных наград, заместитель директора СКБ по научной работе — главный научный сотрудник Института кибернетики АН Украины, главный конструктор вычислительных машин «Днепр», «МИР», «Луч», первых суперкомпьютеров ЭС-2016 и ЕС-2701, многочисленных разработок для Министерства обороны СССР, Центра управления полетами «Звездного городка». Автор статей и книг по вопросам конструирования вычислительной техники.

## Биография
Соломон Погребинский родился в марте 1924 года в Киеве. Среднюю школу окончил 20 июня 1941 года, а уже в июне вместе с другими будущими призывниками был вывезен военкоматом в Донецкую область, затем эвакуирован в Самарканд. Весной 1942 года был призван в армию, окончил курсы младших командиров пулемётных подразделений в Кушке, с осени 1942 года — на передовой как заместитель командира пулемётного взвода (старший сержант). Четыре ранения; последнее, тяжелое — зимой 1944 года в Германии.
После демобилизации стал студентом КПИ, откуда в 1949 году попал в лаборатории вычислительной техники под руководством С. А. Лебедева, где принимал участие в создании первой в Европе вычислительной машины (компьютера) МЭСМ, а также вычислительных машин «Киев» и БЭСМ. С тех пор и до пенсии работал в Институте кибернетики АН УССР (ныне Институт кибернетики имени. М. Глушкова НАН Украины). Вместе с академиком В. М. Глушковым разработал идею и был главным конструктором первого в мире профессионального мини-компьютера «МИР» (Машина Инженерных Расчетов"), и трех последующих моделей серии «МИР» — единственных в истории советской кибернетики вычислительных машин персонального класса, которые получили признание на Западе (США, Франция, Финляндия). В последующем был главным конструктором ряда машин серий ЕС и СМ ЭВМ, а также многочисленных разработок специализированных промышленных компьютерных комплексов. С 1986 года главный научный сотрудник АН УССР, в Институте кибернетики.
С 1995 года на пенсии. С 1996 года жил в Израиле, в Хайфе, где принимал участие в разработке промышленных систем компьютерного распознавания лиц.
Жена — Киреева Ирина Евгеньевна (март 1923 — август 2017), учительница, кавалер медалей «За оборону Киева» и других правительственных наград.
Дети: Владимир Погребинский (родился в январе 1960), программист, и Аркадий Киреев (июнь 1949 — май 2006), культуролог и журналист.

## Научные труды
- С. Б. Погребинский, Б. А. Бублик и др. Аналитик: отображается численно-аналитическое решение задач на малых ЭВМ : справочное пособие. — К., Наук. мысль, 1987
- С. Б. Погребинский. Моделирование и разработка интегральных структур микроелектронных устройств. — К., Ин-т кибернетики им. В. М. Глушкова АН УССР, 1986
- С. Б. Погребинский. Программное обеспечение и применение малых ЭВМ. — К., АН УССР, Ин-т кибернетики, 1985
- С. Б. Погребинский, Проектирование технических средств ЭВМ и систем. — К., АН УССР, Ин-т кибернетики, 1984.
- С. Б. Погребинский, В. А. Левченко. Проектирование технических средств ЭВМ и систем. — К., АН УССР, Ин-т кибернетики, 1982.